# Cybister lateralimarginalis
Cybister lateralimarginalis (цибістер, плавунець-скоморох) — це вид твердокрилих комах, що є аборигенним (корінним) для Палеарктики, включно з Європою, Близьким Сходом та Північною Африкою.  
Даний вид плавунців зимує в пасивному стані на дні водойм. Може жити в умовах акваріума до п'яти років.

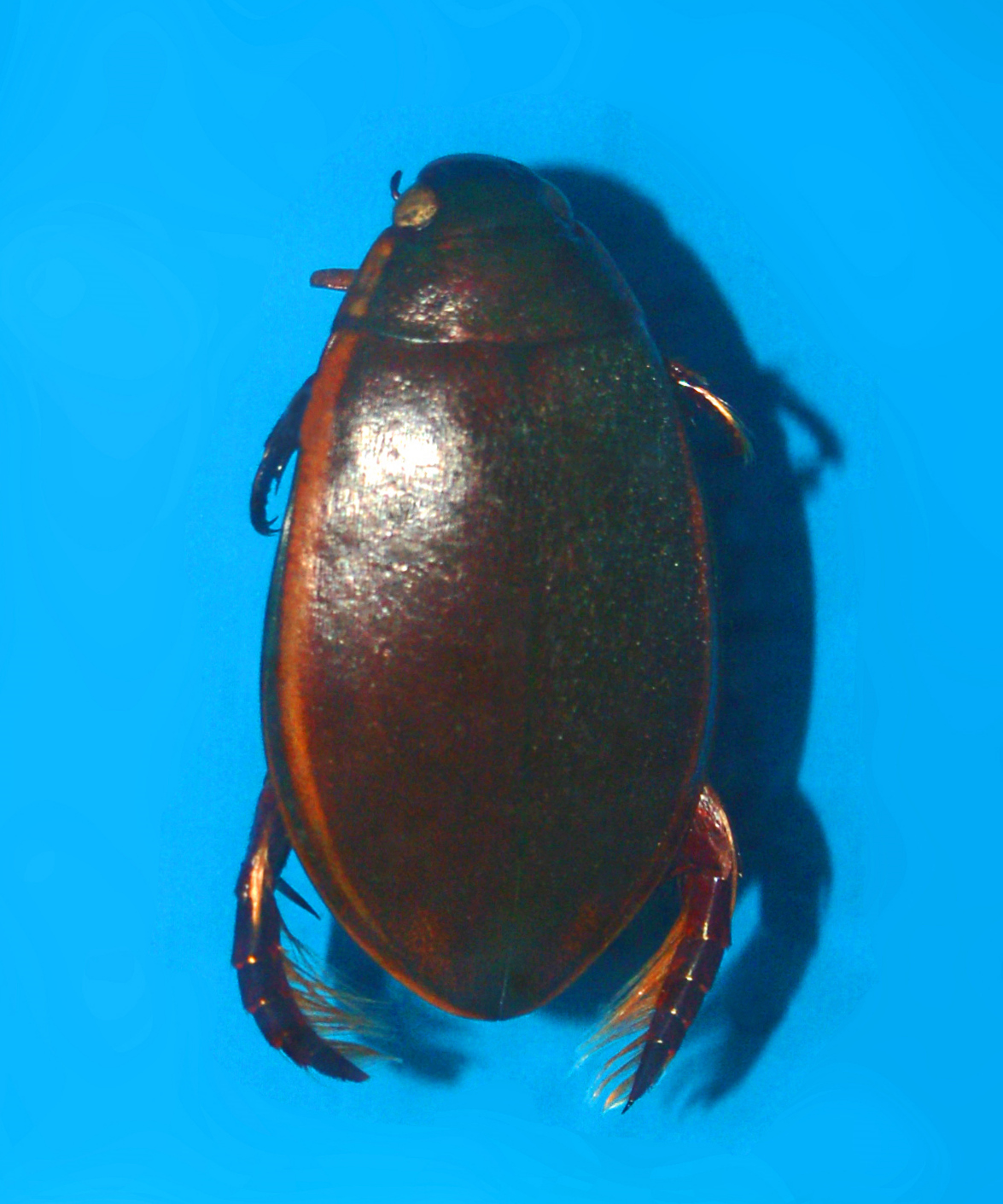
Cybister lateralimarginalis